# Protylopus
Il protilopodo (gen. Protylopus) è un mammifero artiodattilo estinto, appartenente agli oromericidi. Visse nel'Eocene medio (circa 45 - 37 milioni di anni fa) e i suoi resti fossili sono stati ritrovati in Nordamerica.

## Descrizione
A lungo considerato il più antico cammello, questo animale era in realtà un tilopode arcaico ma già relativamente specializzato. Il corpo non doveva oltrepassare gli 80 centimetri di lunghezza, e il peso era di circa 25 chilogrammi. Il cranio era dotato di un muso piuttosto allungato, sottile e ristretto. La mandibola era dotata di un ramo montante piuttosto basso, con un condilo poco al di sopra della fila dentaria. Le bolle timpaniche erano piccole e cave, non riempite di tessuto osseo spugnoso. La dentatura superiore era caratterizzata da piccoli diastemi tra la serie dei premolari superiori e il canino, una caratteristica che si riscontra anche nei camelidi veri e propri. I canini superiori erano poco più lunghi degli incisivi. I molari, come in tutti gli oromericidi, erano a corona molto bassa (brachiodonti).
In generale, le zampe erano piuttosto corte, e quelle anteriori erano più brevi di quelle posteriori. Radio e ulna erano separate, ma in alcuni esemplari anziani è possibile che le estremità fossero co-ossificate. La mano possedeva quattro dita funzionali, ma quelle laterali erano leggermente ridotte. Nei piedi, il secondo e il quinto dito (ovvero le due dita laterali) erano estremamente gracili ma dotate di tutte e tre le falangi. La forma delle falangi di Protylopus fa supporre che questo animale possedesse zoccoli ma non i cuscinetti carnosi tipici dei camelidi. 

## Classificazione
Il genere Protylopus venne istituito nel 1898 da Wortman, sulla base di resti fossili ritrovati in terreni dell'Eocene medio dello Wyoming; la specie tipo è Protylopus petersoni. Altre specie attribuite a questo genere sono P. annectens dello Utah, P. pearsonensis, P. robustus e P. stocki, tutte provenienti dall'Eocene medio della California.

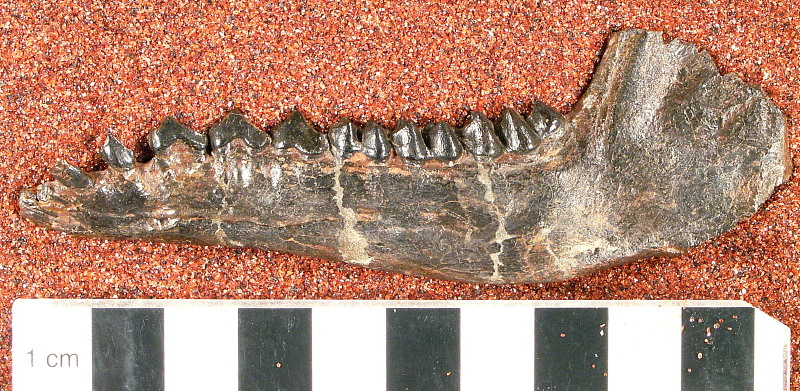
Mandibola di Protylopus annectens

Protylopus, il cui nome significa "primo tilopode", è stato a lungo considerato il più antico rappresentante dei camelidi. Studi successivi hanno invece dimostrato che questo animale faceva parte di una radiazione evolutiva di piccoli tilopodi arcaici, gli oromericidi, dotati di specializzazioni dentarie differenti da quelle dai veri camelidi. In particolare, alcune caratteristiche (come radio e ulna separate) denoterebbero Protylopus come una forma non particolarmente specializzata della famiglia. I primi camelidi, come Poebrodon, risalgono anch'essi all'Eocene medio.

## Paleoecologia
Protylopus doveva essere un animale che si nutriva di foglie piuttosto tenere, come sembra indicato dalla struttura dei molari. Forse poteva sollevarsi sulle zampe posteriori per raggiungere rami più alti, come gli attuali gerenuk (Litocranius walleri).